# Can Ratés (Santa Susanna)
Can Ratés, antic Mas Poch, és una masia de Santa Susanna (Maresme), catalogada com a bé cultural d'interès local. Actualment és un equipament municipal per a actes culturals de la població.

## Història
La torre de guaita va ser construïda el 1584, i al segle xvii el mas pertanyia a la família Gilbert. El 1861 va ser adquirit per Josep de Ratés i de Vinyolas, que hi va fer construir un palauet amb grans estables i un llac on probablement ja hi havia hagut una bassa.
Posteriorment, va passar a mans de la família Amer, i des del 1989 és propietat de l'Ajuntament de Santa Susanna, que el 2017 va promoure la restauració de la torre juntament amb la Diputació de Barcelona, sota la supervisió del Departament de Cultura de la Generalitat de Catalunya.

## Descripció
Es tracta d'una masia fortificada, situada a sobre d'un petit turó. Està formada per dos cossos en forma d'«L». Un és destinat a habitació i dependències pròpies de la masia (graner, etc.) i l'altre és destinat als cavalls. Quasi a l'angle d'unió dels dos cossos hi ha una torre de guaita circular amb corsera i merlets. La masia i la torre són els elements més antics, les cavallerisses són un afegit posterior.
L'edifici principal consta de planta baixa i un pis amb teulada a doble vessant. L'accés es fa per una porta molt propera a la torre que es troba a un nivell superior del nivell del terra i té una escala davant. La porta és allindada i per sobre hi ha l'escut de la família en relleu. Al quarter superior esquerre, hi ha una creu llatina amb dos corbs i la inscripció JAMAS PARA SIEMPRE a l'entorn; a dalt a la dreta hi ha dues figures semblants a una encavallada i tres ales al voltant; a baix a l'esquerra hi ha flors de lis alineades en tres rengleres; i a baix a la dreta hi ha representat un escaire orientat cap avall i coronat per tres estrelles de cinc i sis puntes. L'escut està per un elm de cavaller i envoltat amb motius vegetals. A sobre de la porta de la capella de Santa Susanna hi ha un escut molt semblant.
Les cavallerisses són un cos rectangular de dos pisos amb teulada a doble vessant. A la planta baixa s'obren de forma regular grans portes rectangulars i al primer pis, en el mateix eix que les portes de la planta baixa, s'obren balcons rectangulars amb una columna al centre.